# كيبك
الكبك ويقال الكباك (بالفرنسية: ؛ /keˈbɛk/) أكبر أقاليم كندا مساحة بعد نونافوت، عاصمتها مدينة كبك وأهم مدنها مدينة مونتريال. تقع شرق كندا بين إقليم أونتاريو وأقاليم المحيط الأطلسي. لها حدود مشتركة، من الجنوب، مع الولايات المتحدة ويعبرها نهر مهم يسمى نهر سان لوران الذي يمتد من بحيرة أونتاريو إلى المحيط الأطلسي. تعد الإقليم الأكبر في كندا بحكم مساحتها التي تتراوح 1,542,056كم2. تحصي إقليم كبك 8 ملايين نسمة، تتركب من الفرنكوفونيين الذين يشكّلون الأغلبية، وأقلية مركبة من الأنغلوفونيين والسكان الأصليين، ما جعل اللغة الفرنسية اللغة الرسمية في الإقليم.
عرفت كبك تاريخ ممزوج بين الهيمنة الفرنسية تارة والهيمنة الإنجليزية تارة أخرى. حيث امتدت مدة كونها مستعمرة فرنسية منذ اكتشافها سنة 1534م حتى سنة 1763 م تحت مسمى فرنسا الجديدة. ثم تليها فترة كانت مستعمرة إنجليزية ممتدة من 1763م حتى 1867م. وبعد انضمامها للإتحاد الكندي سنة 1867م أطلق عليها اسم إقليم كبك. جرت محاولات عبر التاريخ الحديث لفصلها عن كندا من خلال استفتاءات انتهت بعدم الموافقة على الانفصال في سنة 1980م ومرة أخرى سنة 1995م.
مارست الكنيسة الكاثوليكية، في كبك، حتى عام 1960م دور هام ومحوري في تسيير المؤسسات بمختلف فروعها. حدث بعدها ما يُعرف بالثورة الهادئة، ليصبح للبرلمان صلاحية تامة في تسيير شؤون الإقليم السياسية، الاقتصادية، والاجتماعية خاصة، حيث تم إبعاد الكنيسة بطريقة تدريجية من كل مظاهر السلطة، إذ تعرف الإقليم اليوم فصل واستقلال تام بين الكنيسة ومؤسسات الدولة.
المناخ السياسي في كبك يشهد تمحورا حول وضعية الإقليم سياسيا وجدل الإستقلالية، ما ينتج تتفرع إديولوجيتين: الانفصاليون المنادون باستقلالية الإقليم عن كندا والفيدراليون الموالون لكندا وينادون بالحفاظ على التمثيل الحالي لكبيك ككونه إقليم تابعة لكندا. ولكل إيديولوجية تفرعات حزبية مختلفة.

## الاسم
يرجع أصل تسمية الإقليم إلى لغة سكان كندا الأصليين. أما معنى كلمة كبك فهو المكان الذي يتضايق فيه النهر تدريجياً. بدأ استعمال كلمة كبك عند السكان الأصليين لوصف المكان الذي يبدأ فيه نهر سان لوران بالتضايق في مدينة كبك، ثم عمم ليشمل كل الإقليم من طرف الأوروبيين المهاجرين.

## الموقع
تقع في شرقي كندا، تحدها الولايات البحرية من الشمال والشرق. كبك هي أكبر إقليم كندية من ناحية المساحة والثانية من ناحية التقسيم الإداري بعد إقليم نونافوت. تحدها من الغرب إقليم أونتاريو وخليج جيمس، ومن الشمال خليج هدسن عن طريق مضيق هدسن وخليج أنكاوة، ومن الشرق خليج سان لوران وأقاليم نيوفاوندلاند ولابرادور ونيو برونزويك. ومن الجنوب تحدها الولايات المتحدة (ماين ونيوهامبشير وفيرمونت، وولاية نيويورك). كما تشترك بحدود بحرية مع نونافوت وجزيرة الأمير إدوارد ونوفا سكوشيا. وتشرف على خليج سانت لورنس من الشرق.

## جغرافيا

### تضاريس

المجال الغابوي بكبك

تتكون من مرتفعات الدرع الكندي العالية، وهي كتلة جبلية قديمة البنية، يشكل نهر سانت لورنس فاصلاً بينها وبين كتلة جبال الأبلاش في الولايات المتحدة، وآثار التعرية الجليدية ظاهرة بوضوح في هذه الكتلة، فكشفت عن مكنونها من الثروات المعدنية، والكتلة الجبلية قليلة الارتفاع، وتنحدر بشدة نحو خليج سانت لورنس، وتنحدر من الكتلة الجبلية أنهار عديدة نحو خليج هدسن في شمالها وغربها، وكذلك نحو الشرق إلى المحيط الأطلسي، أو جنوباً إلى سان لوران. والإقليم جميلة جداً من حيث المناظر الطبيعية بسبب وجود الغابات والبحيرات والأنهار حتى أطلق عليها لقب (بالفرنسية: La Belle Province).

### المناخ
ينقسم مناخ إقليم كبك إلى قسمين: في الشمال يسود الشتاء الطويل البارد حيث يسيطر التجمد وتتدنى درجة الحرارة فتصل إلى ما دون الصفر معظم أيام السنة، والصيف قصير دافئ لا يسمح بالنشاط الزراعي إلا في مناطق محدودة، وتنمو الغابات الصنوبرية، وتقل كلما اتجهنا إلى الشمال، وتحل نباتات التندرا والطحالب ويناسب المناخ الإنتاج الزراعي في فصل الصيف. وتشمل قائمة المعادن المنتجة الحديد، والنحاس والذهب، والزنك والألومنيوم.

## تاريخ الإقليم

### ما قبل الإستكتشافات الأوروبية
بدأ إعمار كبك بالسكان الأصليين قبل 11000 أو 10000 عام 

### ما بعد الإستكتشافات الأوروبية
أُنشئت كبك كمستعمرة فرنسية عام 1534 وظلت كذلك حتى عام 1763 حين أطلق عليها اسم فرنسا الجديدة. ثم أصبحت مستعمرة تابعة للإمبراطورية البريطانية عام 1763. منذ الفتح عام 1763، قامت الكنيسة الكاثوليكية بحماية كبك ضد التآكل الثقافي، ولعبت دوراً رائداً في تطوير المؤسسات الاجتماعية والثقافية في كبك حتى قامت ثورة مدنية هادئة في عام 1960.

## السكان
تعداد سكان كبك هو الثاني من حيث العدد بعد أونتاريو. يعيش معظم السكان في المناطق الحضرية بالقرب من نهر سان لوران بين مونتريال، وهي أكبر مدنها، ومدينة كبك. أما المناطق الوسطى الشمالية من الإقليم فهي قليلة السكان ويقطنها في المقام الأول من شعوب أميركا الأصليون.

## الاقتصاد
اقتصاد كبك في تقدم، والذي يعتمد بشكل أساسي على الأسواق والاقتصاد المفتوح. في عام 2009 م، وصل ناتج محلي إجمالي لها إلى 32,408 دولار أمريكي للفرد، كما أن تعادل القدرة الشرائية تضعها بجانب اليابان وإيطاليا وإسبانيا، ولكنه يظل أقل من المعدل الكندي العام والذي يصل إلى 37,830 دولار أمريكي للفرد الواحد. صُنف اقتصاد كبك كأكبر 37 اقتصاد في العالم بجانب اليونان، وصنف كأكبر 28 اقتصاد في ناتج محلي إجمالي للفرد الواحد.

## السياسة والوضع ضمن كندا

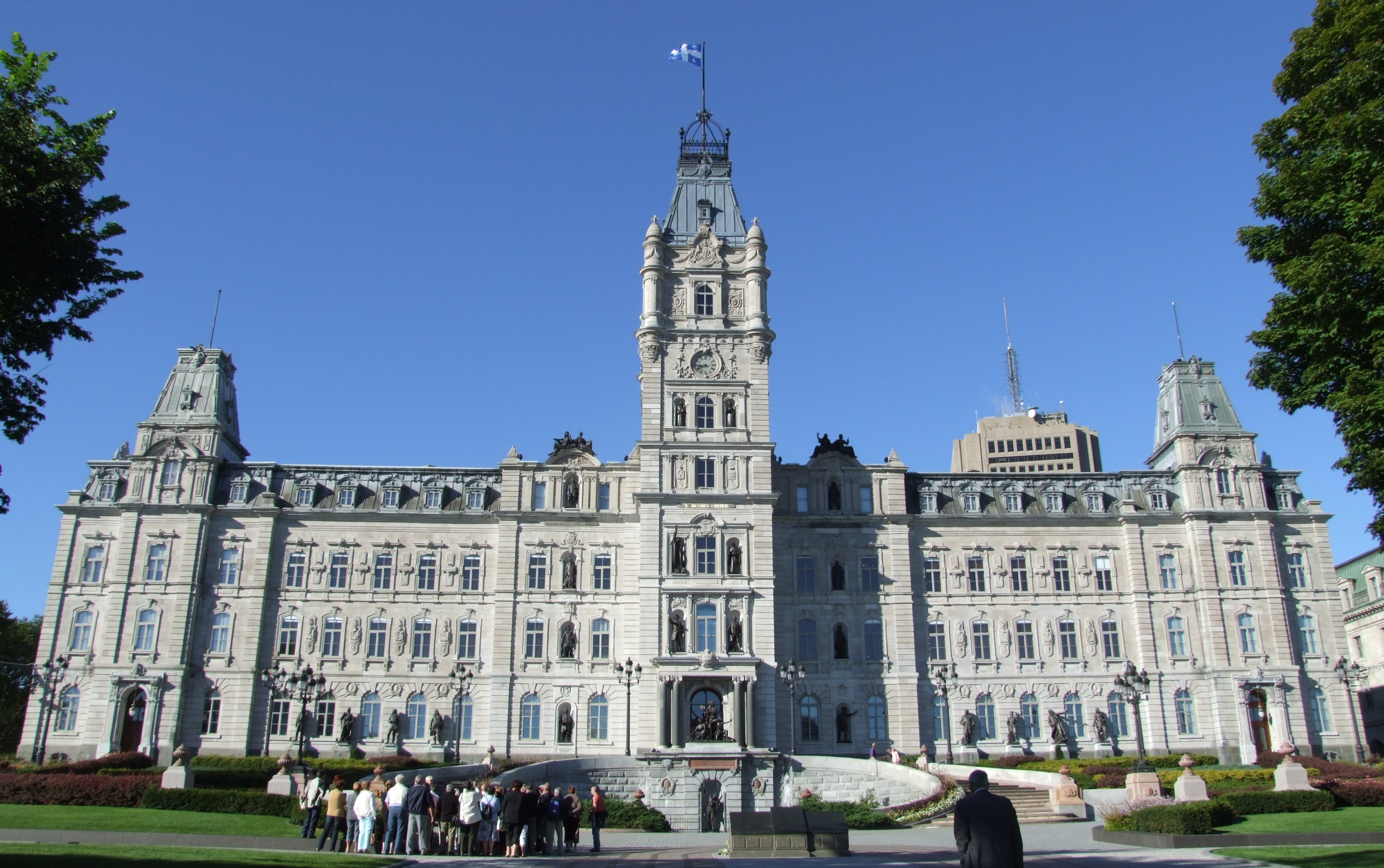
مبنى البرلمان في مدينة كبك

تلعب القومية دوراً كبيراً في السياسة في الإقليم، كما تحاول الأحزاب الثلاثة السياسية الرئيسية الحصول على قدر أكبر من الحكم الذاتي والاعتراف للشعب الكبكي كأمة. يشغل كبك منذ عام 1960 نقاش حول دور الفرنكوفونية في كندا، علما بأن سكان معظم الأقاليم الكندية ناطقون باللغة الإنكليزية. بُذلت الكثير من الجهود لتحقيق مزيد من السيادة لإقليم كبك، وهناك أفكار مختلفة تتراوح بين وجود صلاحيات تشريعية كاملة ضمن كندا، أو الانفصال. ضمن النظام الفيدرالي الكندي، تتمتع الإقليم بصلاحيات كاملة في المجالات الداخلية مثل التعليم والصحة والبلديات والشرطة، بينما تتقاسم الصلاحيات مع الحكومة الفيدرالية في مجالات الزراعة والموارد الطبيعية والضرائب. في المقابل، تنفرد الحكومة الفيدرالية بمجالات الدفاع والسياسة الخارجية. إضافة إلى ذلك، تتمتع حكومة كبك بحق اختيار مهاجرين للإقامة في أراضيها، وهؤلاء يحصلون على التأشيرة من السفارات الكندية بموجب تزكية من مفوضية كبك.

## المصدر
- الأقليات المسلمة في الأمريكتين والبحر الكاريبي - سيد عبد المجيد بكر.